# 敦煌站
敦煌站是一座位于中华人民共和国甘肃省酒泉市敦煌市莫高镇新墩村的铁路车站，距离敦煌市区4.5公里，位于既有国道和北侧敦煌铁路线路之间的下凹地，南面正对通往莫高窟的公路，为中国铁路兰州局集团有限公司嘉峪关车务段管辖的车站。
车站整体建筑十字对称，以“汉唐流韵”作为建筑造型立意，采用了敦煌石窟、汉唐壁画中的城楼和城垣的斜墙、大屋顶建筑元素，对应于敦煌及莫高窟“兴于汉魏、盛于隋唐”的历史及文化特征。车站建筑面积10865平方米，设有2个站台、8条到发线，接发旅客能力8000人。目前日均办理旅客列车6列。

## 旅客列车目的地
目前敦煌站的旅客列车全数为始发终到车，目的地分布如下：
| 列车所属路局 | 车次             | 目的地 |
| ------------ | ---------------- | ------ |
| 兰州铁路局   | D2739            | 西安北 |
| 兰州铁路局   | D2759            | 银川   |
| 兰州铁路局   | K369             | 西安   |
| 兰州铁路局   | K9669            | 兰州   |
| 兰州铁路局   | Y669（非每日开） | 兰州   |
| 兰州铁路局   | 7537             | 嘉峪关 |